# Terrorismus

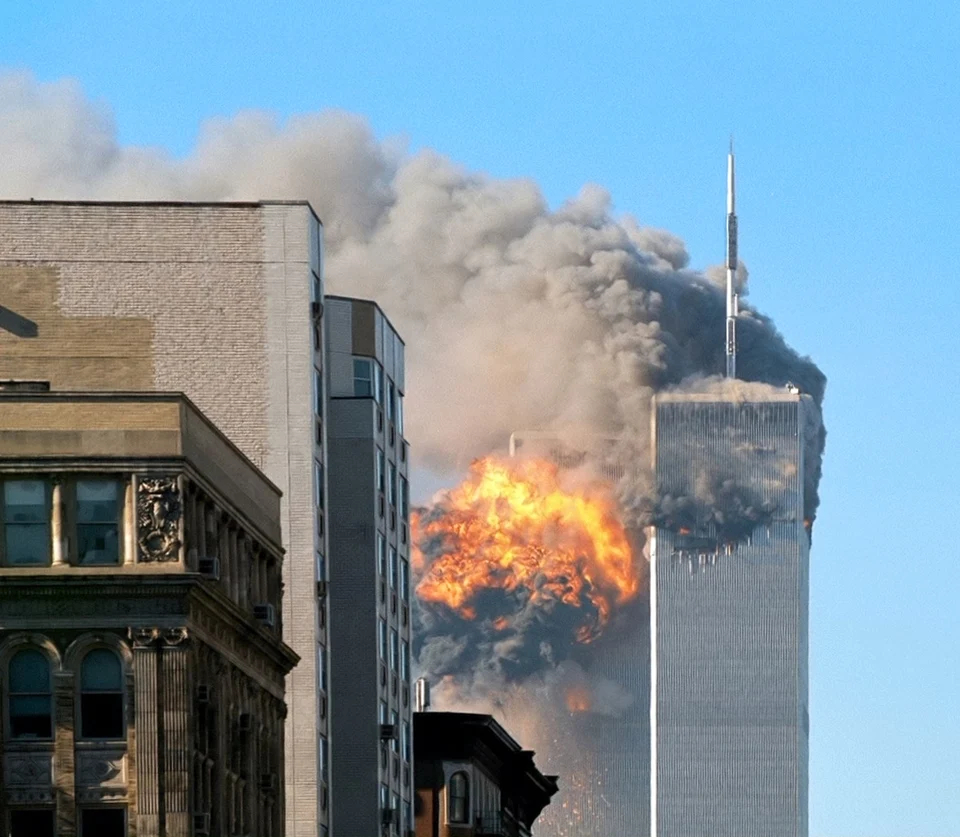
Anschlag auf das World Trade Center in New York am 11. September 2001

Unter Terrorismus (abgeleitet über „Terror“ von lateinisch terror ‚Furcht‘, ‚Schrecken‘) versteht man kriminelle Gewaltaktionen, wie Attentate, Sprengstoff- und Brandanschläge, Amokläufe und -fahrten oder Schiffs- und Luftpiraterie, mit denen politische, religiöse, ideologische oder wirtschaftliche Ziele erreicht werden sollen. Auch andere Taten werden als Terrorismus bezeichnet. So gibt es die Bezeichnungen Cyber- und Ökoterrorismus. Terrorismus ist das Ausüben und Verbreiten von Terror. Er dient als Druckmittel und soll Unsicherheit und Schrecken verbreiten oder Sympathie und Unterstützungsbereitschaft erzeugen bzw. erzwingen. Die sozialwissenschaftlichen Definitionsversuche unterscheiden sich vor allem dahingehend, ob unter Terrorismus lediglich „Akte aus dem Untergrund“ zu verstehen seien oder ob auch ein „Staatsterrorismus“ denkbar sei. Die verschiedenen juristischen Definitionen des Begriffs, ob im nationalen Strafrecht oder im internationalen Recht, sind häufig noch viel umstrittener.
Terroristen greifen nicht militärisch nach Raum (wie der Guerillero), sondern wollen nach einer klassischen Formulierung Franz Wördemanns „das Denken besetzen“ und dadurch Veränderungsprozesse erzwingen. So ist Terrorismus keine Militär-, sondern primär eine Kommunikationsstrategie.
Personen und Gruppen, die Anschläge verüben, werden von Politik und Medien oft vereinfachend als „der Terrorismus“ bezeichnet, etwa in Begriffen wie „der internationale Terrorismus“. Der Begriff Staatsterrorismus bezeichnet staatlich organisierte oder geförderte Gewaltakte, welche nicht immer auf gesetzlicher Grundlage beruhen bzw. als terroristisch bewertet werden.

## Begriff
Die Worte Terrorismus, Terrorist und terrorisieren wurden erstmals im 18. Jahrhundert zur Bezeichnung einer gewaltsamen Regierungsmaßnahme verwendet. Im Zusammenhang mit der Französischen Revolution wurde der „Terror des Konvents“ von 1793 bis 1794 ausgerufen, als die Regierung alle als konterrevolutionär eingestuften Personen hinrichten oder inhaftieren ließ. Dabei wurden unter anderem Ludwig XVI., Marie-Antoinette und Gräfin Dubarry guillotiniert. Im Jahr 1795 fand der Begriff Terrorismus Eingang in den deutschen Sprachgebrauch. Er ist zunächst synonym mit der Schreckensherrschaft der Jakobiner in Frankreich und wurde ab den 1820er Jahren auf Kunst und Ästhetik übertragen.

### Abgrenzungen
Eine objektive Eingrenzung des Begriffs Terrorismus ist schwierig, da er von den jeweils herrschenden Regierungen oft als Legitimation, zur Denunzierung ihrer Gegner – manchmal auch unabhängig davon, ob diese Gewalt anwenden oder nicht – und zur Rechtfertigung eigener Gewaltanwendung gegen vermeintliche oder tatsächliche Feinde der gegenwärtigen Staatsordnung herangezogen wird. Schwierigkeiten bereitet insbesondere die Abgrenzung zwischen verbrecherischen Handlungen und legitimen Akten des Widerstands.
Von Widerstandsbewegungen, Guerillas oder nationalen Befreiungsbewegungen unterscheidet sich der Terrorismus weniger durch die Wahl seiner Waffen als in der Wahl seiner Ziele: Eine nationale Befreiungs- oder Widerstandsbewegung ist zumeist militärisch raumgreifend, der Terrorismus dagegen versucht, mit seinen Gewaltakten möglichst große Aufmerksamkeit zu erlangen, um geschlossene Machtstrukturen zu untergraben und die Angreifbarkeit solcher Strukturen zu exemplifizieren und der Bevölkerung öffentlich zu erschließen.
Auch verschwimmen in länger bestehenden terroristischen Organisationen nicht selten durch eine Kommerzialisierung („Gewaltunternehmertum“ nach Elwert) die Grenzen zur organisierten Kriminalität (zum Beispiel finanzierten sich IRA und ETA teilweise durch Schutzgelderpressung bei örtlichen Unternehmern).

### Definitionen
Was als Terrorismus zu bezeichnen ist und was nicht, dazu gibt es weder in der politischen Praxis noch in der Forschung eine einheitliche Definition. In den Sozialwissenschaften gibt es mehrere Definitionsversuche, die sich bei aller Unterschiede doch gegenseitig überlappen. Der einen, von Henner Hess und Sebastian Scheerer vertretenen Definition nach, handelt es sich bei Terrorismus um „(1) eine Reihe von vorsätzlichen Akten direkter, physischer Gewalt, die (2) punktuell und unvorhersehbar, aber systematisch (3) mit dem Ziel psychischer Wirkung auf andere als das physisch getroffene Opfer (4) im Rahmen einer politischen Strategie ausgeführt werden“. Scheerer und Hess beziehen ausdrücklich Akte von „Staatsterrorismus“ in ihre Definition mit ein und unterscheiden diesen Terrorismus „von oben“ vom „revoltierenden“ Terrorismus „von unten“. Peter Waldmann hingegen z. B. reserviert den Begriff Terrorismus zwar für „Gewaltanschläge aus dem Untergrund“, doch besteht Einigkeit über das Ziel einer „psychischen Wirkung“ über die physischen Opfer hinaus (Waldmann spricht von einer angestrebten „Schockwirkung“). Auch Armin Pfahl-Traughber möchte möglichen vom Staat ausgehenden Terror nicht als Terrorismus bezeichnen – er unterscheidet daher den Terror staatlicher Akteure vom Terrorismus unterstaatlicher Gruppen. Auch für ihn ist jedoch entscheidend, dass für terroristische Akte nicht der gewaltsame Akt an sich das entscheidende Merkmal ist, sondern deren psychische Schreckenswirkungen. So bleiben als gemeinsames Merkmal aller sozialwissenschaftlichen Definitionen der politische Gehalt sowie das Ziel psychischer Wirkungen.
Umstrittener sind juristische Definitionsversuche. Der Sicherheitsrat der Vereinten Nationen erarbeitete 2004 in Resolution 1566 eine völkerrechtlich verbindliche Definition, wenngleich sie bislang noch keine umfassende Anerkennung gefunden hat. Die Grenze zwischen „Widerstandskämpfer“ und „Terrorist“ ist weltanschaulich geprägt und daher oft strittig. Der Soziologe Henner Hess findet in der Begrifflichkeit ein Problem, da es im Auge des Betrachters läge. Wen manche als Terroristen nennen, können andere als „Gotteskrieger“, Revolutionär oder Freiheitskämpfer definieren. Richard Reeve Baxter, ehemaliger Richter am Internationalen Gerichtshof, äußerte sich wie folgt:
Wir haben Grund zu bedauern, dass uns ein juristischer Begriff des Terrorismus jemals auferlegt wurde. Der Begriff ist unpräzise; er ist mehrdeutig; und vor allem dient er keinem entscheidenden juristischen Zweck. So existiert für nahezu jeden Staat eine andere Definition von Terror. In den USA gelten darüber hinaus verschiedene Definitionen der einzelnen Behörden. Dabei spiegelt die Definition die Prioritäten und besonderen Interessen der jeweiligen Behörde. So begreift das US-Außenministerium gewaltsame Akte dann als terroristisch, wenn sie sich gegen Nichtkombattanten richten, während das Ministerium für Innere Sicherheit schon dann von Terror spricht, wenn wichtige Infrastruktur angegriffen wird.
Im Jahre 1988 existierten bereits 109 verschiedene Definitionen des Wortes „Terror“ und diese Anzahl dürfte speziell nach dem 11. September 2001 weiter gestiegen sein. Einige Terrorismusforscher unterscheiden zwischen den Begriffen „Terrorismus“ und „Terror“. Demnach wird eine gewaltsame Methode als Terror verstanden, wenn sie von einem Staat angewendet wird, was auch als Staatsterrorismus bezeichnet wird. Diese Bezeichnung ist aber zumindest in den anderen Definitionen nicht enthalten. In der Terrorismusforschung wird Terrorismus als gewaltsame Methode verstanden, die nicht zuletzt gegen Zivilisten und zivile Einrichtungen gerichtet ist. Der Freiheits- oder Widerstandskämpfer wendet zwar physische Gewalt an, doch beschränkt er sich dabei vornehmlich auf militärische Ziele und beabsichtigt damit unmittelbar die Ziele seiner Organisation zu erreichen. Im Gegensatz dazu geht es dem Terroristen primär um die psychischen Folgen der Gewaltanwendung. Die Violenz des Terroristen ist kommunikativ und indirekt, der Terrorist kann sein Ziel nur über Umwege erreichen. Seine Kommunikation ist an sein Opfer, das ein Staat und seine Apparate sein kann, oder auch Zivilisten gerichtet. Der Widerstands- oder Freiheitskämpfer beschränkt sich dabei vornehmlich auf militärische Ziele.
Die Disziplin der Terrorismusforschung ist neueren Datums und hat bisher ebenfalls keine allgemeingültige wissenschaftliche Definition hervorgebracht. Erstmals fand der Begriff während der Französischen Revolution Anwendung, hatte jedoch im Gegensatz zu seiner heutigen negativen Behaftung einen positiven Beiklang. Für das sogenannte „regime de la terreur“, auch La Grande Terreur der Jahre 1793/94, von dem sich sowohl das englische Wort „terrorism“, wie auch der deutsche Begriff herleitet, galt terreur (Schrecken) als Instrument zur Durchsetzung von Ordnung in der von Unruhen und Aufständen gezeichneten anarchischen Zeit nach der Erhebung von 1789. Es zielte darauf ab, die Macht der neuen Regierung durch die Einschüchterung von Konterrevolutionären und Andersdenkenden zu festigen. Einer der geistigen Motoren der Revolution, Maximilien de Robespierre, fasst sein Verständnis von Terror in jener Zeit wie folgt: „Terror ist nichts anderes als Gerechtigkeit, sofortige, unnachsichtige und unbeugsame Gerechtigkeit; er stellt daher eine Ausdrucksform der Tugend dar“ (Berhane 2011).
Nach Carsten Bockstette kann Terrorismus wie folgt verstanden werden: „Erst die Verkopplung mit den Massenmedien macht den Terrorismus zu einer weltweit politisch-militärischen Strategie. [...] Terrorismus ist der nachhaltige und verdeckt operierende Kampf auf allen Ebenen durch die bewusste Erzeugung von Angst durch schwerwiegende Gewalt oder der Androhung derselben, zum Zweck der Erreichung eigener politischer Ziele. Dies geschieht unter teilweiser Nichtachtung von existierenden Konventionen der Kriegsführung. Hierbei wird versucht, höchstmögliche Publizität zu erlangen [...].“ Demnach ist die Erzeugung von Schrecken ein wichtiger Bestandteil der Definition.
Bockstette weiter: „Terrorismus kann ein Teil eines asymmetrischen Konfliktes sein und trägt einen Konflikt mit geringfügigen Ressourcen gegen eine deutlich überlegende Macht mit gewaltsamen Mitteln aus dem Untergrund aus. Oft proklamieren terroristische Gruppen für sich selbst, Guerilleros zu sein und einen Partisanenkampf mit unkonventionellen Methoden des Gewaltgebrauchs aufgrund ihrer militärischen Unterlegenheit führen zu müssen. Terroristen allerdings sind im Vergleich zu Partisanen normalerweise nicht in der Lage, eine direkte militärische Konfrontation zu überstehen und meiden diese, da sie dem Gegner anzahl- und ausrüstungsmäßig unterlegen sind. Terroristen setzen im Gegensatz zu Partisanen, nicht auf die physischen, sondern schwerpunktmäßig auf die psychischen Folgen ihrer Anschläge [...]“.
Nach der umfangreichen Definition von Pehlivan ist Terrorismus „[…] die Erzeugung von Schrecken
- als ein Mittel des Widerstandes (ultima ratio) durch den auf längere Zeit angelegten und zentral gelenkten Zusammenschluss von mehr als zwei Personen
- zur Erreichung eines bestimmten (politischen) Zieles, das entweder auf einer sozialrevolutionären, nationalistischen oder religiösen Ideologie oder auf einer separatistischen Motivation (Sezession-Autonomie) basiert
- durch Anwendung von oder mit Bedrohung durch organisierte, kontinuierliche, wiederholte, asymmetrische, zweck- und planmäßige, nicht kalkulier- und vorhersagbare, unerwartete und kriminelle Gewalt
- mit willkürlichem, unpersönlichem, symbolischem und chaotischem Charakter
- gegen zivile, militärische oder neutrale Personen und Objekte
- anhand von geheimen, militärischen oder technischen Methoden
- mittels konventioneller, biologischer, nuklearer, chemischer oder virtueller Waffen
- ohne humanitäre und gesetzliche Beschränkung
- auf nationaler, regionaler oder globaler Ebene.

Vom Terrorismus unterschieden werden kann der Terror, die Schreckensherrschaft als ein Machtmittel (prima ratio) durch Staaten gegenüber der eigenen Bevölkerung.“
Eine weltweit einmalige Ausweitung hat der Begriff seit 2013 in der Türkei erfahren. Im Mai 2016 stellte die in Ankara ansässige Denkfabrik TARK fest, dass es in der Türkei 11.000 aus politischen Gründen Inhaftierte gäbe, nicht zuletzt Akademiker, Journalisten und andere Intellektuelle, wobei es ein weltweit einmaliger Zustand sei, dass in der Türkei auch dann wegen Terrorismus verurteilt werden könne, wenn selbst mittelbar keinerlei Bezug zu politischer Gewalt angeklagt sei. Hierfür sei durch die AKP-Regierung der Begriff „unbewaffneter Terrorismus“ erfunden und durch die Rechtsprechung angewandt worden.
Im April 2018 hat Facebook die Kriterien für die Löschung von Artikeln auf seiner Plattform präzisiert und dabei erstmals die den Löschungen zugrundeliegende Definition von Terrorismus vorgelegt: Terroristisch sei demnach „jede Nichtregierungsorganisation, die vorsätzliche Gewalthandlungen gegen Personen oder Eigentum betreibe, um eine Zivilbevölkerung, eine Regierung oder internationale Organisation einzuschüchtern, um ein politisches, religiöses oder ideologisches Ziel zu erreichen“.

### Akademische Annäherungen
„Der […] Guerilla besetzt tendenziell den Raum, um später das Denken gefangen zu nehmen, der Terrorist besetzt das Denken, da er den Raum nicht nehmen kann.“' Dieser Satz Franz Wördemanns ist möglicherweise die umfassendste Begriffsdefinition von Terrorismus. Er grenzt den Terrorismus von anderen Gewaltkonflikten ab wie zwischenstaatlichen Kriegen, Guerillakriegen und vom Kriegsunternehmertum. Dies schließt jedoch nicht aus, dass sich Akteure letztgenannter Konflikte auch terroristischer Mittel bedienen. Terroristische Aktionen sind nach gängiger Auffassung Gewaltanwendungen gegen zivile Ziele und Nichtkombattanten mit dem Vorsatz, Furcht und Schrecken zu verbreiten sowie möglicherweise bei einer Drittpartei um Sympathie und Schadenfreude zu werben mit der Absicht auch, das bestehende Herrschaftssystem auszuhöhlen und umzustürzen.
Anstelle eines Versuches, den Begriff Terrorismus an sich zu definieren, soll das schon beschriebene moralische Dilemma am Beispiel des Umgangs der Vereinten Nationen mit dem Terrorismus illustriert werden, das auch von Hoffman 2002 beschrieben wird:
Beispiel

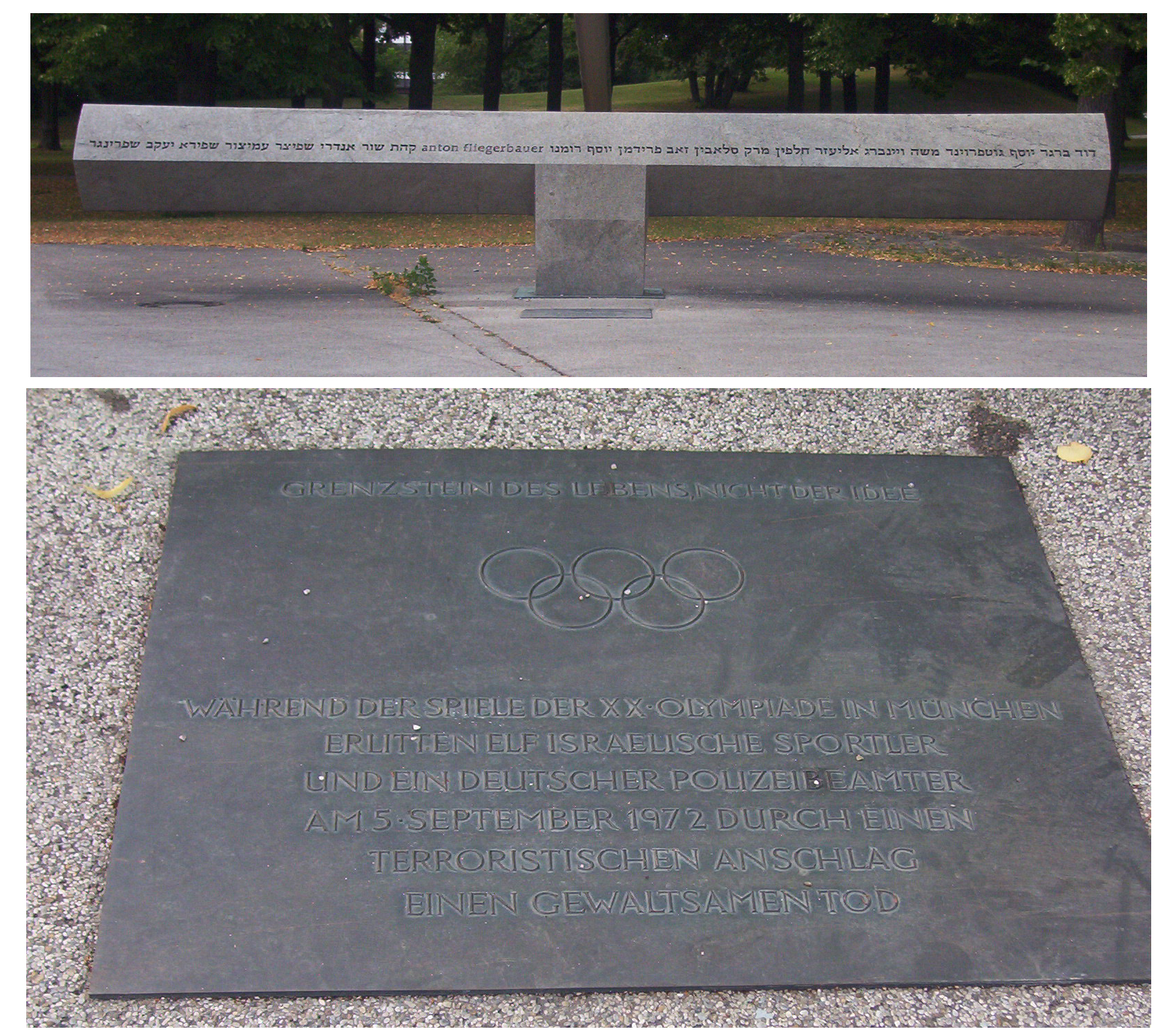
Denkmal für die Opfer des Münchner Olympia-Attentats von 1972

Nach dem Münchner Olympia-Attentat bei den Olympischen Spielen 1972, in deren Verlauf elf israelische Sportler getötet wurden, schlug der damalige UN-Generalsekretär vor, dass die Vereinten Nationen sich aktiv im Kampf gegen den Terrorismus engagieren sollten. Dem widersprachen verschiedene arabische, afrikanische und asiatische Mitgliederstaaten mit der Begründung, dass jede Befreiungsbewegung von den Unterdrückern unausweichlich als Terrorismus bezeichnet würde. Völker aber, die unterdrückt und ausgebeutet werden, hätten jedes Recht, sich zur Wehr zu setzen, einschließlich der Gewalt. Daher würde eine Entscheidung für einen aktiven „Kampf gegen den Terrorismus“ die etablierten Strukturen über die nicht etablierten Herausforderungen stellen und damit den status quo festigen. Syrien fügte hinzu, dass es die moralische und rechtliche Pflicht der Vereinten Nationen sei, den Kampf für Befreiung zu unterstützen.
Aus dieser Debatte ergab sich eine definitorische Lähmung der Vereinten Nationen, die bis heute nicht überwunden wurde. Auch in der Mitteilung vom 8. Dezember 2004 zur 59. Vollversammlung der Vereinten Nationen wurde empfohlen, die ausstehende Definition von Terrorismus in Angriff zu nehmen. Dies war allerdings auch schon in vorangegangenen Mitteilungen empfohlen worden, verbunden mit einer Deklaration zur Terrorismusbekämpfung.
Nach Kofi Annans Definition handelt es sich bei all jenen Handlungen um Terrorismus, die die Absicht haben, den Tod oder schwere körperliche Verletzungen bei Zivilisten und nicht Kämpfenden herbeizuführen mit dem Ziel, die Bevölkerung einzuschüchtern oder eine Regierung oder eine internationale Organisation dazu zu zwingen, etwas zu tun oder zu unterlassen. Dabei sei es nicht nötig, darüber zu diskutieren, ob Staaten sich des Terrorismus schuldig machen können oder nicht, denn der uneingeschränkte Einsatz von Waffengewalt seitens eines Staates gegen eine Zivilbevölkerung sei schon durch das internationale Recht klar untersagt.
Mitunter finden sich auch Stimmen, die für einen ideologisch und politisch neutraleren Zugang zum Thema Terrorismus werben.

### Ableitungen – Terrorist
Als Terrorist wird eine Person bzw. als Terroristen werden Personengruppen bezeichnet, die Anschläge und andere terroristische Aktionen bzw. Wirkungen beabsichtigen, ankündigen, planen und durchführen. Die Zuordnung wird typisch von den davon betroffenen Gruppen getroffen.

## Geschichte

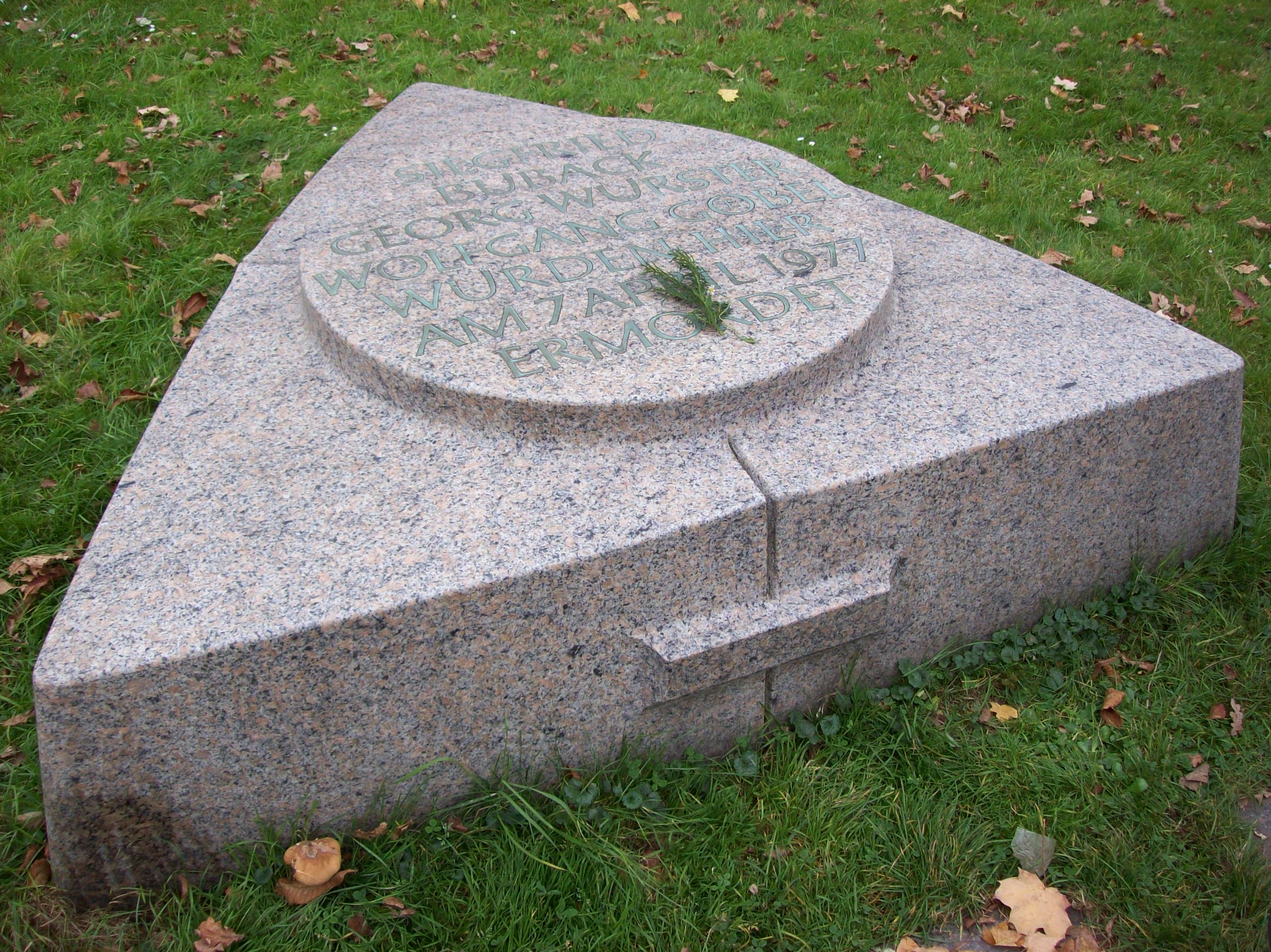
Gedenkstein für die von der RAF am 7. April 1977 in Karlsruhe ermordeten Georg Wurster, Wolfgang Göbel und Siegfried Buback

Terrorismus ist weltweit verbreitet und ein aktuelles, aber keineswegs ein neues Phänomen (siehe Sikarier, Zelot, Assassinen und die Bewegung Junges Italien um Giuseppe Mazzini). Einen Überblick geben die Listen bekannter Attentate, Sprengstoff- und Terroranschläge. Die moderne Form des Terrorismus entwickelte sich in Europa wohl in der Sattelzeit um 1800 und wird in der Regel mit einer Ideologie begründet, die sich gegen die angegriffenen Personen, Personengruppen oder den Staat richtet und die mit friedlichen Mitteln nicht durchsetzbar sei (siehe dazu auch Fundamentalismus und Extremismus). Die Historikerin Carola Dietze kam 2016 in ihrer Studie über die Erfindung des Terrorismus zum Ergebnis, dass die moderne Ausprägung – mit Rückgriffen auf die Amerikanische und Französische Revolution – sich erst mit dem Attentat Felice Orsinis auf Napoleon III. im Jahr 1858 entwickelte und dessen transnationaler Rezeption in Europa, Russland und den Vereinigten Staaten verdichtet habe.
Der Terrorismusexperte David C. Rapoport hat vier Wellen des Terrorismus seit dem 19. Jahrhundert identifiziert – eine anarchistische, eine antikoloniale, eine neu-linke und eine religiöse –, die von Beginn an transnationale Medienereignisse gewesen seien (während frühere terroristische Aktivitäten wie die des Ku-Klux-Klan regional isoliert geblieben seien): In der ersten hätten Anarchisten den modernen Terrorismus in den 1880er Jahren vom russischen Zarenreich ausgehend begründet, was etwa eine Generation lang angedauert habe. Die folgenden, teilweise überlappenden Wellen seien ebenso globale Phänomene gewesen: Ab den 1920er Jahren sei für etwa 40 Jahre die antikoloniale Welle beherrschend gewesen, ab den 1960er Jahren die neulinke Welle, die Ende des 20. Jahrhunderts abgeebbt und von der ab 1979 prävalenten religiösen Welle abgelöst worden sei. Bedeutende Beispiele der neulinken Welle sind die Rote Armee Fraktion (RAF), die Irish Republican Army (IRA), die Brigate Rosse (BR) und die Euskadi Ta Askatasuna (ETA).
Nach dem 11. September 2001 führte der „Krieg gegen den Terrorismus“ der US-Regierung zum einen zur Terrorisierung der Zivilbevölkerung (beispielsweise in Pakistan), sowie zu einer neuen Dimension des Terrorismus durch gezielt geplante Selbstmordattentate von Islamisten, insbesondere durch das Terrornetzwerk Al-Qaida. Dessen Mitglieder beriefen sich auf einen historischen Hintergrund, der bis in Zeit der Kreuzzüge zurückreicht. So bezeichnete Osama bin Laden die Völker des Westens als „Kreuzfahrer“ und forderte von den Muslimen des Ostens einen „Krieg der Religionen“, um die muslimische Gemeinschaft im Westen zu unterstützen. Historischer Bezugspunkt ist die islamische Religionsgemeinschaft der Ismailiten, eine Splittergruppe der Schiiten, was jedoch mit deren theologischen und philosophischen Traditionen nicht vereinbar ist.
Am 23. November 2022 erklärte das Europäische Parlament Russland als staatlichen Unterstützer des Terrorismus.

## Ziele und terroristisches Kalkül
Ziel der Terroristen ist, auf ihre politischen, moralischen oder religiösen Anliegen aufmerksam zu machen und deren Beachtung mit Gewalt zu erzwingen. Das terroristische Kalkül wird durch eine Dreiersequenz gekennzeichnet:
1. Der (geplante[35]) Gewaltakt zielt auf eine Destabilisierung des Angegriffenen ab, welche durch den faktischen Beweis seiner Angreifbarkeit erreicht werden soll.
2. Absicht ist, durch Furcht und Schrecken eine Störung der bisherigen Funktionalität der angegriffenen Verhältnisse zu erreichen, also ihren Ablauf zu beschädigen und ihren Zusammenhang zu schwächen.
3. Reaktionen des Angegriffenen zu erzeugen, durch welche die eigentlichen Ziele des Terrorismus erreicht werden können.

Vergeltungsmaßnahmen erzeugen (im besten Fall) Sympathie und Unterstützungsbereitschaft bei der Zielgruppe. Das System, so lautet die Hoffnung der Terroristen, „demaskiert“ oder „entlarvt“ sich. Wenn durch zunehmende Unterstützung zum offenen Guerillakampf übergegangen werden kann, ist das terroristische Kalkül aufgegangen.
Durch die in der Bevölkerung durch Anschläge aufkommende Angst wächst tendenziell der Glaube, die Regierung könne nicht für den Schutz der Bürger im Lande sorgen. Die Macht der Regierung werde somit von „innen“ geschwächt. Dass der Staat zu Gegenmaßnahmen greift, war z. B. von der deutschen RAF geradezu beabsichtigt: Die staatlichen Reaktionen sollten die Bürger dazu bewegen, sich gegen den Staat und seine Herrschaftsgewalt aufzulehnen.

## Charakteristika des Terrorismus: Strategie und Vorgehen
Terrorismus ist eine Gewaltstrategie nichtstaatlicher und staatlicher Akteure, die damit politische, ideologische, aber auch religiöse und sogar geschäftliche Ziele durchsetzen wollen. In Bezug auf das Verhältnis von Aufwand und Ergebnis kann Terrorismus gleichzeitig eine sehr effiziente Form der Kriegsführung sein. Ohne großen Aufwand und Ausrüstung kann sehr großer Schaden angerichtet und großer Eindruck verschafft werden.
Die Strategie des Terrorismus setzt vor allem auf psychologische Effekte. Die betroffene Zielgruppe soll schockiert und eingeschüchtert, zum Beispiel der Krieg somit in das vermeintlich sichere „Hinterland“ des Feindes getragen werden. Durch die Verbreitung von Unsicherheit und Verwirrung soll der Widerstand gegen die Terroristen gelähmt werden.
In der Tat teilen sämtliche terroristische Verbände gewisse Grundzüge, zum Beispiel eine relativ schwache Position gegenüber dem angegriffenen Machtapparat. Die Gewalt richtet sich häufig gegen Ziele mit hohem Symbolgehalt (z. B. religiöse Orte, Regierungsgebäude), um den Gegner zu demütigen und zu provozieren, vermehrt aber auch gegen so genannte weiche Ziele, also Plätze des öffentlichen Lebens, die nur schwer geschützt werden können (z. B. öffentliche Verkehrsmittel, Restaurants). Ferner kommt es zu Geiselnahmen und Entführungen, u. a. auch offizieller Vertreter des „Gegners“. Typischerweise sind die Opfer von Terrorakten am Konflikt vollkommen unbeteiligte Personen.
Die Wirkung terroristischer Aktivitäten kann durch die Berichterstattung in den Massenmedien verstärkt werden; einige Terroristen verwenden diesen Effekt bewusst, etwa durch die Verbreitung von Videos, die Hinrichtungen von Entführungsopfern zeigen.
Ein weiteres Ziel terroristischer Aktivitäten ist die Mobilisierung von Sympathisanten und die Radikalisierung politisch nahestehender Bewegungen. Hierbei sehen sich Terroristen als Befreier der „Unterdrückten“.
Die Mobilisierung von Unterstützern wird oft vor allem durch die Gegenreaktionen des „Gegners“ auf Anschläge erreicht. Lässt dieser sich zu unverhältnismäßigen, brutal wirkenden Maßnahmen provozieren, so soll ihn dies „entlegitimieren“ (z. B. Einschränkung der Freiheitsrechte durch Ausgangssperren). Auf diese Weise können Terroristen in die Rolle des Angegriffenen wechseln.
In jüngster Zeit zielt die Gewaltstrategie von Terroristen auch auf die Erzeugung von wirtschaftlichen Effekten. Indem schwer zu schützende Ziele von wirtschaftlicher Bedeutung angegriffen werden (z. B. Anschläge auf Ölförderanlagen oder auf Touristenzentren), sollen die Ökonomie und die Regierungen der „Gegner“ destabilisiert und die eigenen politischen Ideologien durchgesetzt werden.
Ein bedeutendes Merkmal terroristischer Gruppen ist, dass sie meistens als Terrorzellen taktisch völlig unabhängig voneinander operieren. Jede Terrorzelle entscheidet autonom, wann und wo sie die Initiative ergreift. Das führt dazu, dass Terroristen nicht als klar erkenn- und abgrenzbare Kampfeinheiten angreifbar sind (siehe Terrorismusbekämpfung).
Terroristische Gruppen entfalten häufig zugleich kriminelle Aktivitäten, die nicht primär politisch motiviert sind, sondern etwa der Beschaffung von Finanzmitteln dienen. Daher weisen sie (wie z. B. ETA oder die PKK) oft zwangsläufig eine Verbindung zur organisierten Kriminalität auf.

## Arten von Terrorismus
Zwei Möglichkeiten, Terrorismus zu untergliedern, erscheinen sinnvoll. Zum einen nach der räumlichen Ausdehnung, zum anderen nach Motivation und Zielsetzung. Nach der räumlichen Ausdehnung lassen sich drei Typen des Terrorismus unterscheiden:
- Nationaler Terrorismus beschränkt sich in Zielsetzung und Aktionsradius auf das Territorium eines Staates. Beispiele dafür sind die maoistischen Bewegungen in Nepal, Bhutan, Bangladesch, Indonesien und auf den Philippinen oder auch die RAF in der Bundesrepublik Deutschland.
- Internationaler Terrorismus hat zwar staatsinterne Ziele, der Aktionsradius geht jedoch über die Grenzen des Landes hinaus und unbeteiligte Dritte werden zu Opfern gemacht. Beispiel dafür ist die philippinische Abu Sajaf.
- Transnationaler Terrorismus hat weite Teile der Welt als Ziele im Visier und will die Änderung der internationalen (Wirtschafts- oder Herrschafts-) Ordnung erreichen. Die Terrornetzwerke Al-Qaida und Islamischer Staat sind die einzigen Vereinigungen, auf die das zutrifft.

Legt man jeweils Motivation und Zielsetzung zu Grunde, so lassen sich folgende Hauptformen des Terrorismus erkennen:

### Sozialrevolutionärer Terrorismus, Linksterrorismus
Der politisch links motivierte, sozialrevolutionäre Terrorismus, genannt auch Linksterrorismus, hat seinen geistigen Ursprung in der Propaganda der Tat des 19. Jahrhunderts, der nicht auf die Zivilbevölkerung zielte.
Im Umfeld der „Neuen Linken“ entstand Anfang der 1970er Jahre in Westdeutschland eine neue Spielart des linken Terrorismus, der durch die Ablehnung der Bundesrepublik gekennzeichnet war. Ausläufer hatte der linke Terrorismus in der RAF und in den italienischen Roten Brigaden hinsichtlich der Öffentlichwirksamkeit ihrer Anschläge. Die Anschläge zielten dabei auf die revolutionäre Umwälzung bestehender gesellschaftlicher Herrschafts- und Besitzverhältnisse im betroffenen Land ab, bisweilen auch auf den Versuch, einen revolutionären Bürgerkrieg zu entfesseln. Sie stießen jedoch in Deutschland auf eine große allgemeine Ablehnung. In den Ländern der westlichen Welt scheiterten derartige Bewegungen durchweg und verloren mit dem Fall des Eisernen Vorhangs völlig an Bedeutung. In Lateinamerika war er Ursprung für heutige Guerillavereinigungen wie die FARC oder die ELN. Gegenwärtig gibt es diesen marxistisch inspirierten Terrorismus in Gestalt „maoistischer Bewegungen“ in einigen Ländern Süd- und Südostasiens.

### Rechtsterrorismus
Rechtsterroristische Aktivitäten speisen sich zumeist aus rassistischen und völkischen Überzeugungen. Die größte Anzahl von Toten, durch Terroraktivitäten, ist in Deutschland durch den Rechtsterrorismus zu verzeichnen. Der Beginn rechtsterroristischer Aktivitäten in Deutschland kann mit dem Mord an Kurt Eisner 1919 angegeben werden. In der Weimarer Republik begingen Rechtsradikale bis zu 400 „Fememorde“, unter den Opfern der zumeist in Freikorps organisierten Tätern waren vor allem Politiker der Sozialdemokratie und Kommunisten. Mit der Machtübernahme der Nationalsozialisten 1933 wurde Rechtsterrorismus staatliche Politik. Für die ersten beiden Jahrzehnte der Bundesrepublik Deutschland sind keine rechtsterroristischen Aktivitäten nachweisbar. Ende der 1960er Jahre bildete sich ein gewaltbereiter neonazistischer Untergrund und 1968 wurde von der Gruppe um Bernd Hengst das Büro der DKP beschossen. Der bekannteste Anschlag der Wehrsportgruppe Hoffmann war das Bombenattentat auf das Münchner Oktoberfest mit 12 Toten. Deutsche Aktionsgruppen unter Manfred Roeder begingen sieben Anschläge mit zwei Toten. In den 1980er und 1990er Jahren verlagerte sich der Schwerpunkt rechtsterroristischer Aktivitäten von politischen Gegnern zu rassistischen Attacken wie dem Mordanschlag von Mölln und dem Mordanschlag von Solingen 1993 und der Mord- und Anschlagsserie des Nationalsozialistischen Untergrunds. Neben den organisierten Gruppen agierten Einzeltäter wie Kay Diesner. Mehrere Anschläge wie jener auf die Münchner Synagoge durch das Aktionsbüro Süd konnten im Vorfeld aufgedeckt werden. Ähnliche Aktivitäten sind im gesamten europäischen Raum nachweisbar, die größte Anzahl an Todesopfern forderten die Anschläge in Norwegen 2011. In den Vereinigten Staaten ist der Rechtsterrorismus zudem religiös begründet und erklärt sich aus endzeitlicher Eschatologie und dem Kampf gegen als satanisch identifizierte Personen und Gruppen und weist Überschneidungen mit dem Militia- sowie Abtreibungsgegnermilieu auf. In den USA lässt sich der rechtsextreme Terrorismus mit dem Ku-Klux-Klan bis ins 19. Jahrhundert zurückverfolgen. Breit rezipierte Vorkommnisse neuerer Zeit sind Ruby Ridge und Branch Davidians sowie der Bombenanschlag auf das Murrah Federal Building in Oklahoma City.

### (Ethnisch-)Nationalistischer Terrorismus
Der nationalistische bzw. ethnisch-nationalistische Terrorismus ist der Kampf eines Volkes oder einer ethnischen Minderheit mit dem Ziel vermehrter Autonomie oder der Gründung eines eigenen Staates unter Berufung auf „historisch gewachsene Besonderheiten“. Zur Politik dieser Terrorismusform gehört die Tradition der Konfliktivität und der gewaltsamen Selbsthilfe.
Beispiele: Die ETA (Basken), ASALA (Armenier), die PKK (Kurden), die IRA, UVF und UDA (alle drei Nordiren) in Europa und Vorderasien.

### Religiöser Terrorismus

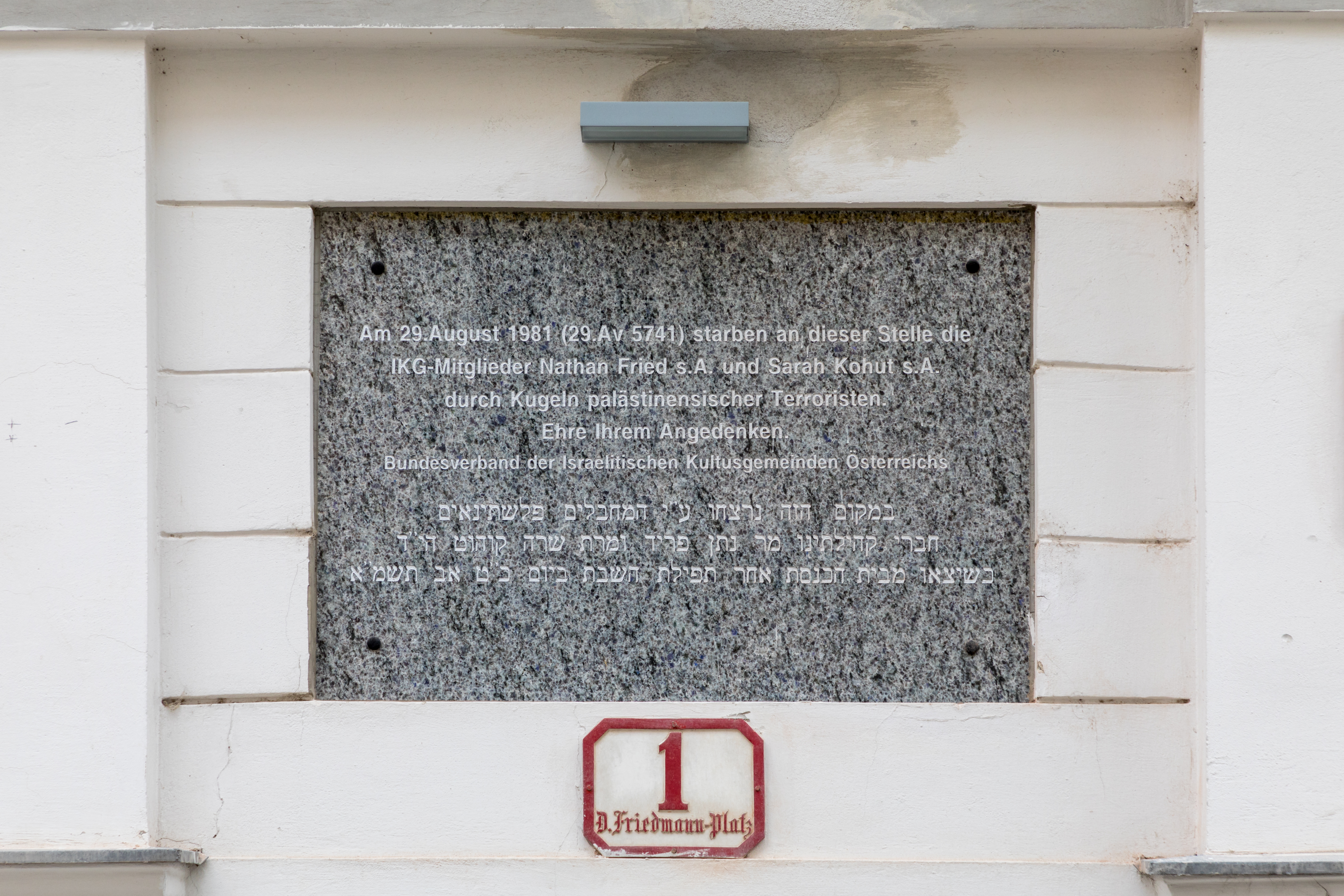
Gedenktafel für Terroropfer des 29. August 1981, Wien 2018

Der Ausdruck „religiöser Terrorismus“ stößt weithin auf Widerspruch, sowohl bei den Vertretern der Religionen selbst als auch bei Außenstehenden, die der Religion an sich oft kein terroristisches Potential zusprechen. Historisch hat sich jedoch gezeigt, dass als terroristisch einzustufende Aktionen vielfach in religiösem Kontext erfolgen, allerdings zeitlich und räumlich so unterschiedlich und vielschichtig, dass die Möglichkeit einer Definition immer wieder angezweifelt wird.
Eine Betrachtung des religiösen Terrorismus konzentriert sich auf das Motiv, durch das religiöse Menschen zu terroristischen Aktionen bewegt werden. Als Merkmal des religiösen Terrorismus gilt daher in erster Linie die persönliche Überzeugung der Täter. Der Philosoph Jakob Friedrich Fries schuf dafür im 19. Jahrhundert nicht nur für religiöse Attentäter eine theoretische Grundlage. Nach Bruce Hoffman stellt Gewalt für den religiösen Terroristen „zuerst und vor allem einen sakramentalen Akt oder eine von Gott gebotene Pflicht dar“.
Vor allem seit Mitte der 1980er Jahre hat der religiöse Terrorismus an Bedeutung gewonnen. Er geht aus Sekten oder fundamentalistischen Strömungen innerhalb bestimmter Religionen hervor. Insbesondere radikal-islamische Organisationen wie die palästinensische Hamas, die libanesische Hisbollah und nicht zuletzt die Terrornetzwerke Al-Qaida und Islamischer Staat sind Beispiele für islamistisch motivierten Terrorismus. Eine christliche Terrororganisation war die Lord’s Resistance Army. Weitere Ausprägungen sind Gruppierungen wie der KKK, extremistische Abtreibungsgegner, Kreuzritter, Einzel-Attentäter wie Anders Behring Breivik, Milizen wie im libanesischen Bürgerkrieg oder Separatistische Organisationen im Nordosten Indiens.
Als Gründe für islamistischen Terror werden materielle und spirituelle Motive genannt. So meint der Ökonom Muhammad Yunus: „Nehmen Sie die Islamisten: Sie geben den Armen etwas zu essen, außerdem Waffen und eine Ideologie. Es gibt gar keinen Zweifel, dass Armut die Brutstätte von Terrorismus ist.“ Einige islamistische Terroristen wie Umar Farouk Abdulmutallab stammen allerdings aus der gebildeten Oberschicht, sodass Armut zwar als ein Faktor, nicht aber als alleinige Ursache gelten kann.

### Homegrown Terrorism
Homegrown Terrorism („hausgemachter Terrorismus“) bezeichnete ursprünglich Terror, der von Personen ausgeht, die im Zielland des Terrors unscheinbar aufwuchsen und erst dort zu ihrer terroristischen Überzeugung gelangten. Der Begriff wird vor allem im anglophonen Sprachraum bei islamistischem Terror der neueren Zeit angewandt.
Man bezeichnete damit zum Beispiel die Terroranschläge am 7. Juli 2005 in London, wo bei insgesamt vier Explosionen in drei U-Bahnen und einem Bus 56 Menschen ums Leben kamen und mehr als 700 verletzt wurden. Die größtenteils aus Pakistan stammenden Täter wurden in Großbritannien geboren, entstammten säkularen Familien und waren ins Gemeindeleben integriert, bevor sie sich islamistischen Organisationen anschlossen und Terror gegen das eigene Land ausübten. Der Begriff wurde eingeführt, weil bisherige islamistische Terroranschläge in westlichen Ländern vorwiegend von extra zu diesem Zweck eingereisten Menschen ausgeübt wurden. Dessen ungeachtet ging Terror in Europa bis in die 1980er vor allem von Personen aus, die aus dem jeweiligen Zielland stammten, so etwa die Rote Armee Fraktion in der Bundesrepublik Deutschland oder die Action directe (AD) in Frankreich.
Seit Beginn des 21. Jahrhunderts bezeichnen Sicherheitskreise Deutschlands mit hausgemachtem Terrorismus eine Art des islamistischen Terrorismus, dessen Akteure nicht mehr traditionell aus islamischen Ländern stammen oder Nachkommen islamischer Immigranten sind. Der „neue“ hausgemachte Terrorismus rekrutiert sich vielmehr aus gebürtigen deutschen Staatsangehörigen, vor allem Jugendlichen, die zum Islam konvertiert und ins Fahrwasser des Islamismus geraten sind. Sie werden in speziellen Trainingscamps islamischer Länder ausgebildet und mit den technischen wie ideologischen Voraussetzungen zur Durchführung von Terroraktionen ausgestattet.
Als typisches Beispiel des hausgemachten Terrorismus charakterisierte der deutsche Bundesminister des Innern Wolfgang Schäuble die am 5. September 2007 deutschen Fahndern ins Netz gegangenen drei Mitglieder der Islamischen Dschihad-Union, von denen zwei zum Islam konvertierte Deutsche seien.
Der ehemalige Präsident des Bundeskriminalamtes Jörg Ziercke sieht Deutschland damit nicht mehr nur als Ruheraum, sondern auch als Ziel des internationalen Terrorismus.

### Konservativer „vigilantistischer“ Terrorismus
Der konservativ motivierte „vigilantistische Terrorismus“ zielt im Gegensatz zu anderen Formen des Terrorismus nicht auf die Schwächung, sondern auf die Stärkung der bestehenden staatlichen Ordnung ab, allerdings indem von den vigilantistischen Terroristen die Gesetze, auf denen diese Ordnung beruht, durch Selbstjustiz gebrochen werden. Der rassistische Ku-Klux-Klan in den USA und paramilitärische Gruppierungen in Lateinamerika und Nordirland sind als vigilantistischer Terrorismus zu bezeichnen, ebenso – laut dem Soziologen Matthias Quent – der rechtsterroristische Nationalsozialistische Untergrund in Deutschland.

### Terrorismus aufgrund verletzten Rechtsgefühls
Der Terror war auch in Staaten mit etabliertem Rechtssystem gelegentlich eine Antwort der in ihren Rechten tatsächlich oder vermeintlich verletzten Schwächeren gegenüber den Stärkeren. Ein Beispiel bildet die von Kleist in der Novelle Michael Kohlhaas literarisch verarbeitete blutige Fehde des Kaufmanns Hans Kohlhase gegen den Kurfürsten von Sachsen. Gerhard Gönner beschreibt diese Form von Terror als „Antwort der verletzten verabsolutierten Rechtschaffenheit“. Sie resultiere aus einer eigentlich passiven Haltung zur Welt, die in ständiger Furcht vor Verletzung zu einem Aggressionsstau führe. Dieser könne angesichts einer ungesühnten Rechtsverletzung zu terroristischen Ausbrüchen führen.

### Staatsterrorismus
Staatsterrorismus bezeichnet Gewaltakte, die als terroristisch eingestuft sind und von Staatsorganen oder zumindest informell durch einen Staat kontrollierten Akteuren (z. B. Todesschwadronen oder Untergrundbewegungen) vollzogen beziehungsweise durch eine souveräne Regierung gefördert werden. So sind aus der jüngeren Vergangenheit Fälle dokumentiert, in denen Staaten bzw. deren Geheimdienste unter „falscher Flagge“ Terrorakte initiierten, die dann etwa unerwünschten politischen Gruppierungen untergeschoben wurden, um diese zu diskreditieren (siehe auch Strategie der Spannung).

### Staatsterror
Staatsterror bezeichnet staatsphilosophisch den gezielten Einsatz der Angst der Bürger vor dem Gewaltmonopol des Staates als Zwangsmittel zur Erzwingung der Gesetzestreue seiner Bürger. Am prominentesten wurde der Begriff vom Liberalismus des Hobbesschen Kontraktualismus in seinem Werk Leviathan geprägt. Für Hobbes verlieh der Terror dem Staat (terror of legal punishment) das notwendige und legale Zwangsmittel zu seiner Konstitution.
In der Totalitarismustheorie bildet der staatliche Terror, etwa durch Kontrolle und Überwachung und den Verzicht auf rechtsstaatliche Prinzipien, ein zentrales Merkmal totalitärer Staaten. Insbesondere wird von Staatsterror gesprochen, wenn sich ein totalitäres System gewaltsam seiner Gegner entledigt: Als im 20. Jahrhundert hervorstechende Beispiele für solchen Staatsterror werden zuvorderst die innenpolitische gewaltsame bis zur willkürlichen Ermordung reichende Unterdrückung von auch vermeintlichen Oppositionellen während der NS-Diktatur in Deutschland sowie unter der Herrschaft Josef Stalins in der Sowjetunion benannt, dort insbesondere die sogenannten Stalinschen Säuberungen, auch bezeichnet als „Großer Terror“. Bei anderen geschichtlichen Vorgängen ist die Begriffsverwendung nicht eindeutig, so wird etwa die Entführung und Ermordung von bis zu 30.000 Menschen durch die argentinische Militärdiktatur ab 1976 je nach Quelle sowohl als Staatsterrorismus als auch als Staatsterror bezeichnet.

### Ökoterrorismus
Der Begriff bezeichnet Taten (ausdrücklich auch Straftaten), die eine politische Dimension haben (Terrorismus) und im Zusammenhang mit der Umwelt (Ökologie) stehen. Nach verschiedenen Verständnissen bezeichnet man damit
- entweder gewaltsame Handlungen mit dem Ziel, die Umwelt zu schützen
- oder Taten mit erheblichem Schaden für die Umwelt (siehe etwa Agroterrorismus).

### Bioterrorismus
Die Nutzung biologischer Kampfstoffe durch Terroristen wird als Bioterrorismus bezeichnet.

### Crime-Terror-Nexus
Vor allem seit den Anschlägen des 11. September 2001 wird Terrorismus analytisch mit dem organisierten Verbrechen in Verbindung gebracht. Terroristische Organisationen generieren allerdings Finanzmittel, um politische Ziele zu verfolgen, und ökonomische Ziele stehen bei ihnen nicht wie beim organisierten Verbrechen an erster Stelle, sondern dienen als Mittel einem übergeordneten Zweck. Auch unterscheiden sich die Strukturen in ihrem modus operandi – während in der organisierten Kriminalität der Fokus vor allem darauf liegt, die illegal generierten Mittel in den legalen Geldkreislauf einzuspeisen (z. B. durch Geldwäsche), sind terroristische Organisationen eher daran interessiert sind, ihre Finanzen (ob nun legal, z. B. in Form von Spenden, oder illegal erworben) innerhalb ihrer terroristischen Netzwerke zu verteilen. Allerdings generieren terroristische Organisationen auch illegal Finanzen, z. B. mittels Geiselnahmen, Erpressungen, Raubüberfällen, Waren- und Menschenschmuggel sowie Drogenhandel. Diese Verbindung zwischen krimineller Aktivität und politisch motivierter terroristischer Gewalt wird oft als „Nexus“ von organisiertem Verbrechen und Terrorismus bezeichnet.
Bedeutende historische Crime-Terror-Allianzen bestanden zwischen dem internationalen Drogenhandel und aktiven Terror-Organisationen, wie zum Beispiel dem kolumbianischen Medellin-Kokain-Kartell, das 1993 die marxistisch orientierte Guerillagruppe ELN (Ejército de Liberación Nacional) beauftragte, Autobomben gegen die Regierung zu platzieren. Berüchtigt war auch die Kooperation zwischen den linksrevolutionären kolumbianischen FARC (Fuerzas Armadas Revolucionarias de Colombia) und mexikanischen Drogenkartellen. Weitere Fälle sind Al-Qaida im Maghreb, die sich eine Finanzgrundlage sowohl durch erpresserische Geiselnahmen als auch durch die Übernahme des Schmuggels von Kokain und synthetischen Drogen zwischen Spanien und Algerien sicherte, oder aber der al Qaida-zugehörige Mokhtar Belmokhtar, der als „Marlboro Man“ für seine Schmuggelaktivitäten (Zigaretten und Drogen) bekannt wurde.
Der durch die Kriege im Irak und in Syrien erstarkte IS schließlich kontrollierte über längere Zeit ein Territorium, auf dem er nicht nur natürliche Ressourcen, sondern die gesamte Infrastruktur ausbeuten konnte, und so zur bislang wohl finanzstärksten terroristischen Organisation avancierte, die auch illegale Finanzeinkünfte kontrollierte (Geiselnahmen, Geld-wäsche etc.). Der IS galt in seiner Hochphase als die finanzstärkste terroristische Organisation weltweit, mit einer „Kriegskasse“ von ca. 500 Millionen Dollar nach mehreren erfolgreichen Banküberfällen im Nordirak und der Erschließung der Möglichkeit sich durch Erdöleinnahmen und Besteuerungsmaßnahmen in besetzten Gebieten mehrere Haupteinnahmequellen zu sichern.
In Europa sah die Lage allerdings – vor allem aufgrund der seit 2001 ergriffenen rigiden Antiterrormaßnahmen – anders aus. Dschihadistisch motivierte Gruppen in Europa sahen sich genötigt, die Umsetzung ihrer Pläne selbst zu finanzieren, sich finanziell und logistisch abzusichern und ihre Operationen auch allein zu organisieren. Hierfür bediente man sich immer öfter krimineller Netzwerke. Die verheerenden Anschläge in Europa durch Mitglieder des „Islamischen Staates“ (IS), 2015 in Paris sowie 2016 in Brüssel und Berlin, wurden teilweise von Individuen mit krimineller Vorgeschichte verübt. Sie waren in ihrer Vergangenheit in kriminelle Machenschaften, wie Kleinkriminalität, organisiertes Verbrechen oder illegalen Handel, verwickelt, bevor sie sich dem Dschihadismus zuwandten. Diese Erkenntnis wird auch von deutschen Sicherheitsbehörden und internationalen Forschungszusammenschlüssen bestätigt, deren Analysen zu den biographischen Hintergründen deutscher Syrien- und Irak-Ausreiser, aufzeigen, dass zwei Drittel derer, die aus Deutschland ausreisten, um sich dschihadistisch motivierten Organisationen, wie dem IS oder dem lokalen al-Qaida-Ableger der al-Nusra Front, anzuschließen, bereits vor ihrer Ausreise kriminell aufgefallen waren. Für den Schauplatz Europa lässt sich der Modus Operandi des IS, mittels kleiner Zellen Anschläge außerhalb von Kriegsgebieten durchzuführen, besonders gut mit einem Modell lokal generierter krimineller, oft auch kleinkrimineller Finanzierung umsetzen. Mit dem neuen Rekrutierungspool verändert sich auch die Art der Anschläge. Nicht mehr logistisch und organisatorisch aufwändige Anschläge stehen im Vordergrund, sondern sog „low cost“-Attacken, wie sie in den letzten Jahren mit wenig Aufwand vermehrt in Europa Angst und Schrecken verbreitet haben. 90 % der dschihadistisch motivierten „Plots“ waren in Europa selbst finanziert und vergleichsweise kostengünstig und Sicherheitsbehörden gehen davon aus, dass die Finanzierung von terroristischen Aktivitäten über Straftaten zunehmen wird.

## Innenpolitische Konsequenzen
Demokratie kann man definieren als „Herrschaft durch das Volk“. Dies beinhaltet eine verantwortliche Regierung, die auf die Interessen des Volkes eingehen muss und die vom Volk abhängig ist. Das Volk verfügt über die Macht, bei Wahlen die Regierung abzuwählen. Damit bestimmt das Elektorat zu einem großen Teil die Richtung der Politik. Wenn Terrororganisationen (vor allem in der Zeit vor Wahlen) die Präferenzen des Elektorats beeinflussen, dann kann dies die Innenpolitik eines Staates direkt oder indirekt beeinflussen und/oder sich auf den Wahlausgang auswirken.
Der Effekt von Terrorismus auf Präferenzen der Wählerschaft lässt sich exemplarisch am Nahostkonflikt darlegen. Bei einer zeitlichen Betrachtung des Konflikts ergibt sich hinsichtlich der politischen Orientierung einzelner Gebiete, dass Terrorismusereignisse in rechtsorientierten Bezirken die Unterstützung rechter Parteien erhöhen. In linksorientierten Gebieten hingegen nimmt die Unterstützung rechter Parteien ab, wenn sich die Anschläge außerhalb des jeweiligen Bezirks ereigneten. Damit erzielen terroristische Aktivitäten eine Polarisierung des Elektorats. Diese Ergebnisse beziehen sich hauptsächlich auf anhaltenden innerstaatlichen Terrorismus. Dem gegenüber steht der Einfluss transnationalen Terrorismus. Die spanischen Parlamentswahlen kurz nach den Madrider Zuganschlägen bieten hier einen Einblick. Die Anschläge mobilisierten Bürger, die für gewöhnlich wenig partizipieren, darunter jüngere oder weniger gebildete Bürger. Zudem wurden Wähler der Mitte und der Linken mobilisiert und einige wechselten zur Opposition. Nicht zuletzt beeinflussten die Anschläge die Wahlentscheidung der Bürger. Die Misswirtschaft der konservativen Partei Partido Popular (PP) und deren Außenpolitik im Irak und Afghanistan hatten nachweislich Einfluss auf die Präferenzen des spanischen Elektorats; die PP verlor bei den Wahlen kurz nach den Anschlägen Wählerstimmen und musste in die Opposition. Wenn Terroranschläge also kurz vor Parlamentswahlen stattfinden, löst dies seitens der Opposition und der Medien eine Bewertung der bisherigen Politikergebnisse der regierenden Parteien aus. Terrorismus trägt somit zur Mobilisierung des Elektorats bei.
Neben dem direkten Einfluss von Terrorismus auf die Präferenzen der Wähler wirken sich Terroranschläge auch auf die Koalitionsbildung innerhalb repräsentativer Demokratien aus. Somit werden sich eher Koalitionen bilden, die externen Schocks standhalten können. Angesichts terroristischer Bedrohungen bilden sich deshalb eher übergroße Koalitionen, da angenommen wird, dass Politiker durch übergroße Koalitionen in dieser Zeit eine Instabilität der Regierung vermeiden wollen. Außerdem führen externe Bedrohungen zu ideologisch homogenen Koalitionen, da ein interner Konsens eher zu Stabilität führt. Dieser Effekt entsteht insbesondere bei transnationalen Terroranschlägen, da Parteien in Bezug auf innerstaatlichen Terrorismus bereits politische Positionen einnehmen und Koalitionsmöglichkeiten somit ohnehin eingeschränkt sind. Transnationaler Terrorismus fördert daher übergroße, ideologisch homogene Regierungen, da diese angeblich konsequenter gegen externe Bedrohungen vorgehen können.
Ein weiteres Problem stellt das Verbot terroristischer Parteien dar, da dies im Widerspruch zu dem Recht der Bürger innerhalb einer Demokratie steht, sich kompetitiven Wahlen zu stellen. Kommt es also zum Verbot politischer Parteien, werden fundamentale Prinzipien der Repräsentation und Gleichheit übergangen – ein demokratisches Paradox entsteht (vgl. streithafte Demokratie). Gleichwohl ist es in einigen post-kommunistischen Ländern sowie in zahlreichen afrikanischen und indischen Verfassungen möglich, Parteien zu verbieten. Auch in Israel und Deutschland besteht die Möglichkeit, mit einem sogenannten Parteiverbot eine Partei zu verbieten, weil sie Terrorhandlungen oder bewaffnete Auseinandersetzungen gegen den Staat unterstützt oder ermutigt. Terrorismus beeinflusst somit das Legitimitätsprinzip repräsentativer Regierungen.
Zusammenfassend kann davon ausgegangen werden, dass Demokratien die Gefahr von terroristischen Anschlägen erhöhen: Das Elektorat, aber auch die Regierung eines Staates reagieren auf Terroranschläge, was Terroristen Einflussmöglichkeiten auf die Innenpolitik eines Staates bietet. Allerdings ist dieser Zusammenhang nicht eindeutig, da die Responsivität demokratischer Systeme zu einer Mäßigung extremistischer Gruppen führen könnte und außerdem den Nutzen terroristischer Aktivitäten verringert. Die Beziehung zwischen Demokratien und Terrorismus lässt sich somit auch unter Berücksichtigung der politischen Konsequenzen nicht eindeutig herausarbeiten.

## Terrorismusabwehr
Im Wesentlichen kann man hier zwei Ansätze unterscheiden: Bekämpfung des Terrorismus
- durch tatsächliche Kampfhandlungen und Gewaltanwendung (operative Maßnahmen) oder
- durch Maßnahmen, die der politischen, ideologischen oder wirtschaftlichen Ursachenbekämpfung dienen (‚strukturelle Maßnahmen‘).[65]

Dazu treten Maßnahmen der Überwachung—insbesondere
- der elektronischen Kommunikation
- und verschiedener Finanzströme, sowie
- der Aufbau von Antiterrordateien.

Inzwischen nimmt jedoch die Skepsis vor übertriebenem Abhören und Überwachen zu, insbesondere seit den Enthüllungen Edward Snowdens über die NSA. In europäischen Medien wurde diesbezüglich der Begriff „Terror-Paranoia“ geprägt, der vor allem mit den USA assoziiert wird.
Im Kampf gegen den Terrorismus wurde im Dezember 2020 von den Innenminister der EU die Resolution „Sicherheit durch Verschlüsselung und Sicherheit trotz Verschlüsselung“ verabschiedet, die darauf abzielt, Sicherheitsbehörden die Möglichkeit zu geben, verschlüsselte Kommunikation entschlüsseln zu können.
Terrorismusbekämpfung als staatlich proklamiertes Kriegsziel:
Der Krieg gegen den Terrorismus (engl. „War on Terrorism“) ist ein von der US-Regierung unter George W. Bush verbreitetes politisches Schlagwort, das eine Bandbreite politischer, militärischer und juristischer Schritte gegen den als Problem identifizierten internationalen Terrorismus zusammenfasst.

## Terroristische Vereinigungen
Eine ‚terroristische Vereinigung‘ oder ‚terroristische Organisation‘ (Vereinte Nationen) ist eine auf eine längere Dauer angelegte Organisation mehrerer Personen (Terroristen), deren Ziel es ist, durch Handlungen, die unter rechtsstaatlichen Voraussetzungen als Straftaten bewertet werden, vor allem politische Ziele zu erreichen. Diese Ziele können von anderen (zum Beispiel religiösen oder wirtschaftlichen) Motiven begleitet sein. Terroristische Vereinigungen versuchen durch Gewaltaktionen, Schrecken (lat. terror) in ein Land zu tragen, um ihre Ziele zu erreichen.

## Strafrecht
Der unter (§ 129a) StGB dargelegte Straftatbestand „Bildung terroristischer Vereinigungen“ wurde 1976 im Zuge der Terrorismusbekämpfung in das StGB Deutschlands aufgenommen und führte den Begriff „terroristische Vereinigung“ als Rechtsbegriff ein. Die Einführung des § 129a StGB war Bestandteil eines von Kritikern als Lex RAF bezeichneten Gesetzesbündels, das mit besonderem Bezug auf die Rote Armee Fraktion (RAF) verabschiedet (= eingeführt) wurde. Im Strafrecht Deutschlands muss eine „terroristische Vereinigung“ bei Planung bestimmter schwerer Straftaten keine besonderen politischen/ideologischen oder religiösen Zwecke verfolgen.
Die Liste der durch das Außenministerium der Vereinigten Staaten ausgewiesenen terroristischen Organisationen im Ausland wird von vielen Staaten als Rechtsgrundlage für eine entsprechende Strafverfolgung benutzt.

## Opferzahlen

### Weltweit

Anzahl der Opfer (Tote und Verletzte) sowie Anzahl der terroristischen Vorfälle weltweit seit 1970

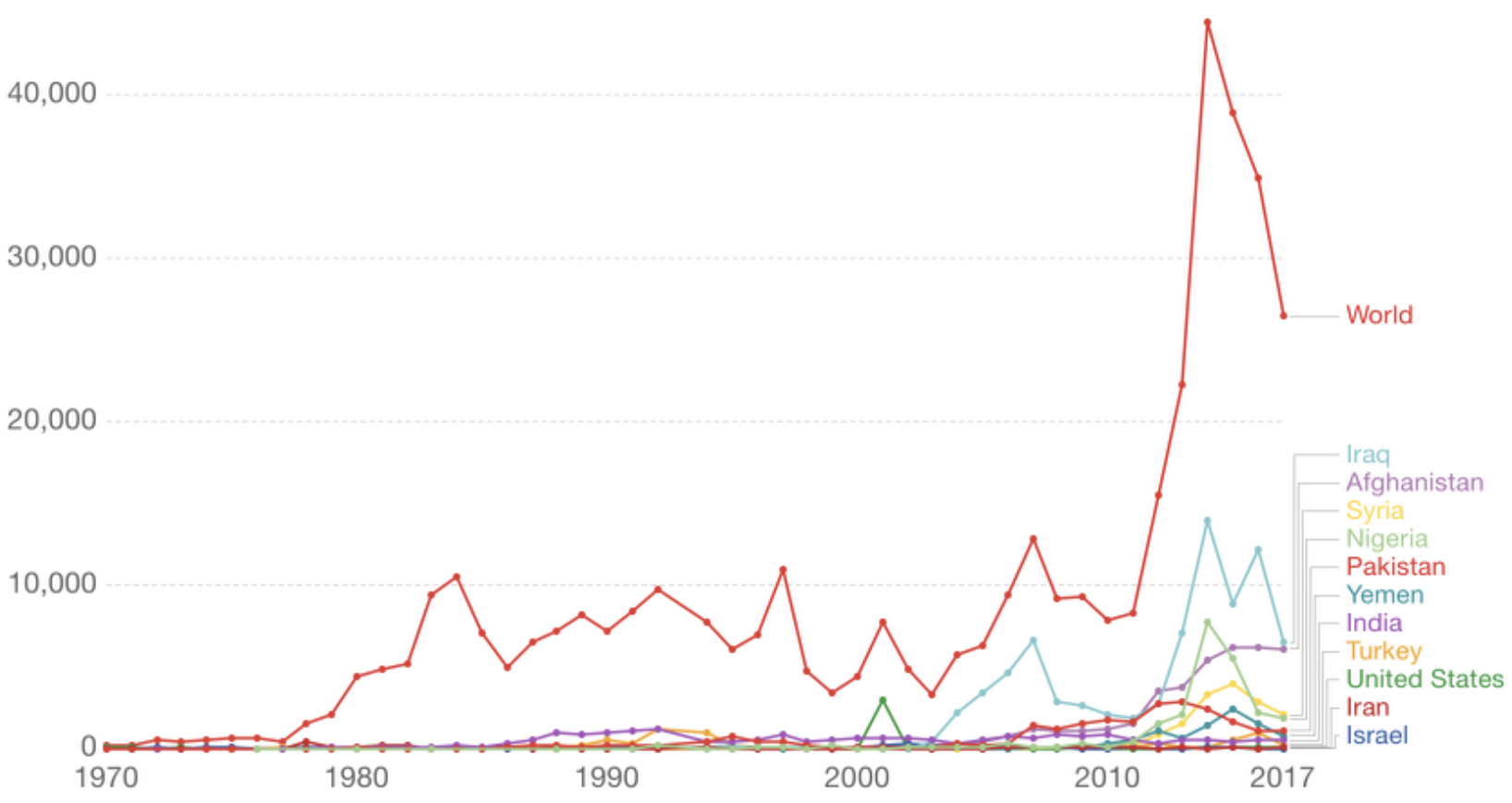
Anzahl der Todesopfer durch Terrorismus weltweit und sortiert nach Staaten seit 1970

Die Global Terrorism Database (GTD) umfasst systematische Daten zu inländischen und internationalen terroristischen Ereignissen im Zeitraum 1970 bis 2017 und enthält aus diesem Zeitraum mehr als 180.000 Fälle.
Laut National Counterterrorism Center (NCTC) der USA starben 2011 insgesamt 12.500 Menschen durch terroristische Angriffe. Der Global Terrorism Index des Institutes for Economy & Peace untersucht jährlich Opferzahlen, am stärksten betroffene Länder usw. Dem Index zufolge verloren z. B. im Jahr 2013 über 80 % der Opfer in einem der folgenden fünf Länder ihr Leben: Irak, Afghanistan, Pakistan, Nigeria und Syrien. 66 % der Anschläge wurden von einer der folgenden Terrorgruppen (oder ihren Partnern) verübt: Islamischer Staat, Boko Haram, Taliban und al-Qaida.
Im Jahr 2014 beispielsweise wurden 78 % in einem der fünf Länder Irak, Nigeria, Afghanistan, Pakistan und Syrien getötet. Boko Haram tötete 6.644, ISIL 6073, die Taliban 3.310 und Islamisten aus dem Volk der Fulbe 1.229 Menschen.
Laut Daten des Institute for Economics and Peace:
| Jahr | Tote durch Terrorismus | davon in Europa |
| ---- | ---------------------- | --------------- |
| 2000 | 3.329                  |                 |
| 2012 | 11.133                 |                 |
| 2013 | 17.958 oder 18.111     | 244             |
| 2014 | 32.685                 | 31              |
| 2015 | 29.376                 | 487             |
| 2016 | 25.673                 | 827             |
| 2017 | 18.814                 | 204             |
| 2018 | 15.952                 | 62              |

### Deutschland und Europa
Zwei sehr detaillierte Studien über den Nordirlandkonflikt der Jahre 1969 bis 1998, das CAIN-Projekt von der University of Ulster und Lost Lives, errechnete rund 1800 Todesopfer.
Zwischen 1970 und 1998 wurden durch Anschläge der RAF 34 Menschen ermordet. Laut dem National Consortium for the Study of Terrorism and Responses to Terrorism (Global Terrorism Database der University of Maryland, USA) sind in Europa von 2000 bis 2015 durch Terrorismus 675 Menschen ums Leben gekommen.

### Relative Wahrscheinlichkeit
Die Gefahr eines Terroranschlags in westlichen Staaten wird im Allgemeinen in der Bevölkerung erheblich überschätzt. Terroranschläge sind äußerst seltene Ereignisse, werden jedoch in der medialen Berichterstattung überproportional hervorgehoben. Es ist in Deutschland (Stand Frühjahr 2016) etwa 1,13-fach wahrscheinlicher, von einem Blitz erschlagen als Opfer eines islamistischen Terroranschlags zu werden, die Wahrscheinlichkeit, an einer Grippe zu sterben, ist 3797-fach höher.